# Cremnosterna quadriplagiata
Cremnosterna quadriplagiata là một loài bọ cánh cứng trong họ Cerambycidae.